# Université des Mines de Chine (Pékin)
L'Université des Mines de Chine (Pékin) (chinois simplifié : 中国矿业大学（北京), anglais China University of Mining And Technology, Beijing（CUMTB) est une université de recherche située à Pékin en Chine. 

## Historique
L'école des Mines de la rue Jiaozuo a été créée en 1909 par la société PeKing Syndicate Limited à Jiaozuo dans la province de Henan.
En 2009, le campus de Pékin de l'Université des Mines de Chine est devenu autonome sous le nom de l'Université des Mines de Chine (Pékin).